# Hukuntsi Airport
Hukuntsi Airport är en flygplats i Botswana.   Den ligger i distriktet Kgalagadi, i den sydvästra delen av landet, 400 km väster om huvudstaden Gaborone. Hukuntsi Airport ligger 1 132 meter över havet.
Terrängen runt Hukuntsi Airport är mycket platt. Trakten runt Hukuntsi Airport är nära nog obefolkad, med mindre än två invånare per kvadratkilometer.. Närmaste större samhälle är Hukuntsi, 2,4 km öster om Hukuntsi Airport.
Omgivningarna runt Hukuntsi Airport är huvudsakligen savann.